# سکویا (فیلم)
سکویا (انگلیسی: Sequoia) یک فیلم به کارگردانی چستر فرانکلین و ادوین ال مارین است که در سال ۱۹۳۴ منتشر شد. از بازیگران آن می‌توان به جین پارکر، ساموئل اس هیندز، و پال هرست اشاره کرد.